# Saint-Laurent-sur-Mer
Saint-Laurent-sur-Mer é uma comuna francesa na região administrativa da Normandia, no departamento Calvados. Estende-se por uma área de 3,88 km². Em 2010 a comuna tinha 276 habitantes (densidade: 71,1 hab./km²).